# Walter Clopton Wingfield
Walter Clopton Wingfield (Ruabon, Gal·les, octubre de 1833 – 18 d'abril de 1912, Londres, Anglaterra) va ser un dels pioners del tennis sobre herba.
Després del desenvolupament del "lawn tennis" dut a terme pel Major Gem i Auguri Perera a Leamington Spa el 1872, a partir de l'antic Jeu de Paume, Clopton Wingfield va treure un joc l'any 1874 que va nomenar Sphairistike, la paraula grega per a joc de pilota. El joc amb les seves noves regles es va fer aviat molt popular entre la classes socials més benestants de Gran Bretanya. A la dècada de 1880 van sorgir camps de tennis a tot el país.
Walter Clopton Wingfield va redactar dos llibres de regles del tennis: The Book of the Game i The Major's Game of Lawn Tennis. També va inventar el Butterfly Bicycle. Des de l'any 1997 se li rendeix honors en el International Tennis Hall of Fame.